# 오강군
오강군 이건(烏江君 李鍵, 1560년 ~ 1648년)은 조선 중기의 왕족 종실이다. 해안군 이기의 여섯째 서자이며, 후사 없이 죽은 이복 백부 복성군 이미의 사후 양자(死後 養子)로 출계하였다.

## 이력
오강부수(烏江副守)에 봉작되고 오강정(烏江正)으로 승작되었다가, 중의대부(中議大夫)로 승계받아 비로소 군에 봉작되었다. 그는 복성군의 양자로 지명되었지만 후사가 없었고, 스스로도 별도의 양자를 세웠으며, 양손자 평운군의 후손들은 20세기에 와서 그를 선조로 인정하였다.

## 일생

### 어린 시절
해안군 이기(海安君 李㟓)의 여섯째 서자로 출생한 그는 어린 시절부터 이복 숙부 명종의 총애를 받으며 6세 시절이던 1565년 오강부수(烏江副守)에 책봉되었고 이듬해 1566년 오강수(烏江守)에 진책되었으며 1년 후 1567년 오강부정(烏江副正)에 진봉되었고 그 해에 큰아버지 복성군 이미의 양자 출계하였으며 이듬해 1568년 오강정(烏江正)으로 승작되었고 1년 후 1569년 오강군(烏江君)에 봉군되었다.

### 이복 백부 복성군 양자 입후 배경
원래 복성군 이미의 사후 양자로 덕흥군의 셋째아들 하성군 이연이 내정되었으나 하성군이 선조로 즉위하면서 결국 오강군이 복성군 이미의 양자로 지명되었다. 그러나 오강군도 후사가 없어, 1580년 선조는 자신의 아들 의안군을 양자로 지명했다. 그러나 후일 선조의 서4남 신성군을 양자로 입후하였다. 선조는 오강군을 복성군의 양자로 지정하고도, 1580년 다시 선조 자신의 아들 의안군을 복성군의 양손자로 지명하여 유성룡 등이 종조부와 종손자 관계이며 중간에 아버지가 없다 하여 비판하기도 했다. 오강군은 후일 다시 친형 서천군 이금의 서자 화원수 이효성을 양자로 입양했다가 관직을 받으려고 허위로 고했다 하여 1638년(인조 16) 12월 25일 종부시 도제조 김세렴의 탄핵을 받기도 했다.

### 말년
1639년 4월 4일 노인직으로 정의대부(正義大夫)에 승계되었으며, 이듬해 1640년부터 만성 신장풍과 만성 소갈증의 합병 증세로 와병하다가 8년 후 1648년에 향년 89세로 병사하였다.

### 사후
그는 복성군의 양자로 지명되었지만 후사가 없었다. 양손자 평운군의 후손들은 그를 건너뛰고 복성군, 계후 신성군, 양자 평운군으로 가계도를 작성했고, 오강군 스스로도 생전에 별도의 양자를 세웠다. 광무 연간에 편찬된 선원보략에도 그를 소거하고 복성군에서 바로 신성군으로 넘어가 족보를 작성하였다. 20세기에 와서 그를 선조로 인정하였다.
시신은 경기도 고양군 벽제면 선유리(고양시 덕양구 선유동 산 46-1) 묘좌, 생부 해안군 이기와 생가 형 오천군 이굉, 생조모 숙의 홍씨의 묘소 근처에 안장되었다.

## 가족 관계
- 조부: 중종
  - 양아버지: 복성군 이미, 중종의 서장자로 이복 백부
  - 양어머니: 복성군부인 파평 윤씨
    - 부인: 군부인 한양조씨, 부사 조민원(趙敏元)의 딸
      - 아들(양자): 의안군 이성(義安君 李珹, 1577년 ~ 1588년), 선조의 셋째 서자
      - 아들(양자): 신성군 이후(信城君 李珝, 1578년 12월 10일 ~ 1592년 11월 5일), 선조의 넷째 서자
      - 며느리(양 며느리) : 평산군부인 평산 신씨, 신립의 딸, 신경진의 누이
        - 양 손녀 : 현주 이씨(1592년 ~ ?)
        - 손녀사위 : 안홍량, 죽산안씨
        - 손자(양손자) : 평운군 이구(平雲君 李俅, 1624년 - 1662년), 경창군(慶昌君)의 3남., 선조의 아홉째 서자 경창군 이주의 셋째 아들

      - 아들(친서자) : 철원부수 이의남(鐵原副守 李義男)
      - 아들(친서자) : 회원부수 이철(檜原副守 李鐵)
      - 아들(양서자) : 화원군 이효성(花原君 李孝誠), 서천군 이금(西川君 李錦)의 서자로, 처음에 수(守)에 책봉되었고 사후에 군(君)에 추증

  - 생부: 해안군 이기, 중종의 서자
  - 생모: 거창 신씨, 우찬성 홍유(弘猷)의 딸